# Завьялов, Борис Иванович
Бори́с Ива́нович Завья́лов (26 июля 1937, деревня Бряшниха, Няндомский район, Северная область, РСФСР, СССР — 17 июня 1998, Архангельск, Российская Федерация) — работник лесопильной промышленности, рамщик лесопильного потока Соломбальского ЛДК города Архангельска. Герой Социалистического Труда (1974).

## Биография
Борис Завьялов родился 26 июля 1937 года в деревенской семье. В раннем возрасте лишился отца, который погиб во время Великой Отечественной войны на самой границе под Кингисеппом. Вместе с матерью ему пришлось покинуть родную деревню и переехать в соседний леспромхоз в поисках заработка. Там он помогал матери печь хлеб для лесорубов.
После окончания семилетней школы, Борис Иванович поступил учиться в Соломбальскую школу фабрично-заводского обучения № 15. В 1954 году он получил диплом рамщика и приступил к работе по специальности на Соломбальском лесопильно-деревообрабатывающем комбинате. С первых дней работы на комбинате Завьялов зарекомендовал себя как упорный, старательный и ответственный работник, обладающий незаурядными организаторскими способностями. Именно поэтому он достаточно быстро стал бригадиром, а его имя заслуженно появилось на Доске почета предприятия.
В июне 1956 года Завьялов был призван в ряды Советской Армии, что стало единственным перерывом в его трудовой деятельности. Службу проходил в артиллерии, в Заполярье. В 1958 году, был демобилизован, после чего вернулся в родной цех Соломбальского ЛДК.
К началу 1970-х годов он стал уже настоящим мастером своего дела — примером для многих. Его рамный поток не раз побеждал в социалистических соревнованиях лесопильщиков. Он всегда охотно делился опытом с коллегами.
Для того чтобы идти в ногу со временем и осваивать новую технику, которую то и дело устанавливали на комбинате, требовались и новые знания, поэтому Завьялов занимался в техническом кружке в вечерней школе, где получил среднее образование.
8 января 1974 года Указом Президиума Верховного Совета СССР Завьялову Борису Ивановичу присвоено звание Героя Социалистического Труда с вручением ордена Ленина и золотой медали «Серп и Молот». Высокое звание было присвоено за ударный труд в девятой пятилетке, в частности за неоднократное перевыполнение плана по распилу древесины. Борис Иванович один из трёх работников целлюлозно-бумажной промышленности Архангельской области, удостоенных этого звания (двое других: Михаил Васильевич Олехов, рамщик архангельского лесозавода имени В. И. Ленина и Аркадий Иванович Попов, рамщик Архангельского ЛДК № 1).
В 1976 году Борис Иванович выступил с призывом ко всем рамщикам страны: «Из каждого кубометра сырья — максимум добротной продукции». На призыв Завьялова откликнулись его коллеги с комбината, бригадиры рамных потоков. Свою позицию ударник труда объяснил в газете «Советская Россия»:

Если повысить полезный выход пиломатериалов на 1 %, то за год можно получить дополнительно на тех же мощностях 16 тыс. кубометров добротных досок на сумму около 1 млн. 500 тыс. рублей!
— Борис Завьялов для газеты «Советская Россия», 1976 год
Внедряя в жизнь почин Завьялова, Соломбальский ЛДК сумел за три последующих года увеличить выход бессортных пиломатериалов на 2,2 % и существенно увеличить выработку продукции из каждого кубометра сырья.
21 февраля 1984 года, Завьялову было присвоено звание «Почётный гражданин Архангельска», в связи с чем на стеле почётных граждан в Архангельске, ему установлена мемориальная доска.
Борис Иванович несколько созывов подряд избирался депутатом Архангельского городского Совета.
Скончался Борис Завьялов 17 июня 1998 года в Архангельске. Похоронен на Соломбальском кладбище.
21 августа 2007 года, на Соломбальском ЛДК , в преддверии Дня работника леса прошли соревнования рамщиков на приз бывшего работника комбината Бориса Ивановича Завьялова.

## Награды
- Герой Социалистического Труда (1974)
- орден Ленина (1974)
- орден Трудового Красного Знамени (1971)
- орден «Знак Почёта» (1985)
- медали, в том числе «Ветеран труда»
- Почётный гражданин Архангельска (1984)[4]